# Rhodometra satura
Rhodometra satura är en fjärilsart som beskrevs av Louis Beethoven Prout 1916. Rhodometra satura ingår i släktet Rhodometra och familjen mätare. Inga underarter finns listade.